# Pier Solar and the Great Architects
Pier Solar and the Great Architects é um role playing game de 16-bit produzido para Sega Mega Drive, lançado em Dezembro de 2010 pelo estúdio franco-espanhol WaterMelon. O jogo opcionalmente utiliza um CD para o Sega-CD, para melhorar a qualidade de áudio, e o jogo traz alguns bônus caso ser jogado junto ao 32X. Por se tratar de uma comemoração dos 20 anos de existência do console, o jogo seria lançado em 2008, mas sofreu um atraso de 2 anos.
O desenvolvimento do jogo começou em 8 de Julho de 2004 como um pequeno projeto de uma comunidade do site Eidolon's Inn, uma comunidade dedicada ao desenvolvimento de jogos caseiros para os video games produzidos pela Sega. O projeto tinha a intenção inicial de ser um simples RPG baseado nos membros da comunidade, e o alvo era a plataforma Sega Mega-CD. Neste período o projeto foi simplesmente chamado de Tavern RPG, uma referência ao forum chamado "The Tavern".
A primeira versão do jogo possui opção para ser jogado em português, já que o principal designer do jogo, Túlio Adriano, é brasileiro.
Em 15 de agosto de 2012 a ROM do jogo foi dumpada, permitindo assim que seja jogada sem restrições em alguns emuladores para Windows e o video game Nintendo Wii, nesse último caso o video game precisa ser desbloqueado.